# Distrito de Schaumburg
El Distrito de Schaumburg —en alemán: Landkreis Schaumburg— es un Landkreis [distrito] ubicado en el medio del estado federal Baja Sajonia, Alemania. El distrito limita al oeste con el distrito de Minden-Lübbecke del estado federal de Renania del Norte-Westfalia, al norte con el distrito de Nienburg-Weser, al este con la Región de Hannover y al sur con el distrito de Hameln-Pyrmont y el distrito de Lippe. La capital es Stadthagen.

## Composición del distrito
(Habitantes a 31 de diciembre de 2005)

### Unión de municipios
1. Auetal [sede de la administración: Rehren] (6.531)
2. Bückeburg, ciudad (20.922)
3. Obernkirchen, ciudad (9.884)
4. Rinteln, ciudad (27.806)
5. Stadthagen, ciudad, municipio autónomo (23.181)

### Samtgemeinden
* Sede de la administración
| - 1. Samtgemeinde Eilsen (6.967) 1. Ahnsen (1.163) 2. Bad Eilsen * (2.292) 3. Buchholz (769) 4. Heeßen (1.593) 5. Luhden (1.150) - 2. Samtgemeinde Lindhorst (8.328) 1. Beckedorf (1.594) 2. Heuerßen (1.004) 3. Lindhorst * (4.617) 4. Lüdersfeld (1.113) - 3. Samtgemeinde Nenndorf (16.671) 1. Bad Nenndorf, ciudad * (10.296) 2. Haste (2.656) 3. Hohnhorst (2.227) 4. Suthfeld [sede de la administración: Helsinghausen] (1.492) | - 4. Samtgemeinde Niedernwöhren (8.712) 1. Lauenhagen (1.470) 2. Meerbeck (2.098) 3. Niedernwöhren * (2.012) 4. Nordsehl (827) 5. Pollhagen (1.239) 6. Wiedensahl, villa (1.066) - 5. Samtgemeinde Nienstädt (10.749) 1. Helpsen * (2.022) 2. Hespe (2.183) 3. Nienstädt (4.905) 4. Seggebruch (1.639) | - 6. Samtgemeinde Rodenberg (16.035) 1. Apelern (2.690) 2. Hülsede (1.068) 3. Lauenau, villa (4.159) 4. Messenkamp (843) 5. Pohle (962) 6. Rodenberg, ciudad * (6.313) - 7. Samtgemeinde Sachsenhagen (9.771) 1. Auhagen (1.320) 2. Hagenburg, villa (4.559) 3. Sachsenhagen, ciudad * (2.135) 4. Wölpinghausen (1.757) |